# ワルツ第5番 (ショパン)
ワルツ第5番（ワルツだいごばん）変イ長調作品42は、フレデリック・ショパンが1840年に作曲したピアノ独奏曲で、同年に出版された。献呈先はない。『大円舞曲』（Grand Valse）として知られている。

## 概説

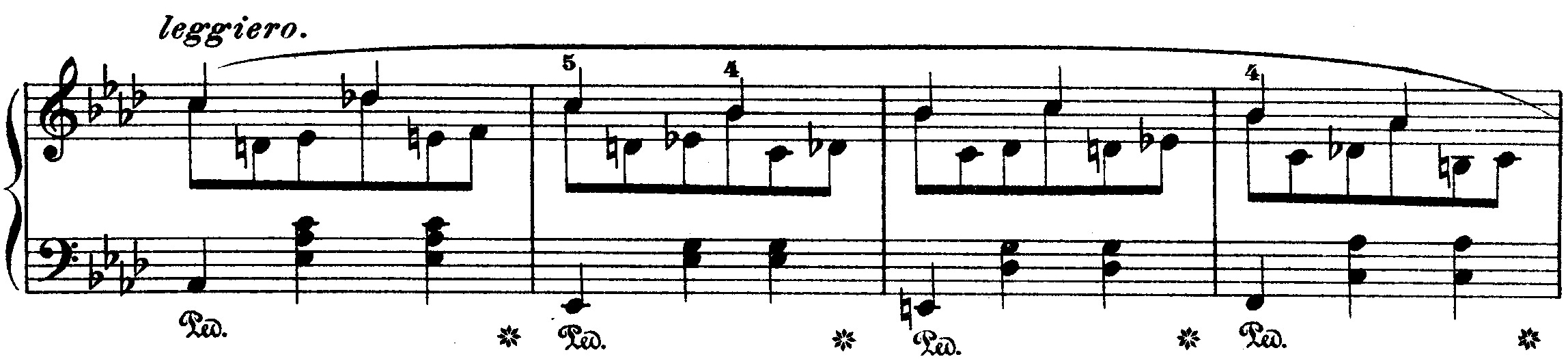
最初のテーマ

ロンド形式、または複合三部形式。初版にはテンポの指定がないが、校訂版ではヴィヴァーチェが多く採用されている。序奏は変ホ音のトリル。左手がワルツリズムを遅れて付ける。主題は左手4分の3拍子と右手8分の6拍子の巧みな組み合わせ（クロスリズム）で、次に右手の華やかなパッセージが後を追う。コーダではアッチェレランドで次第にテンポを上げ、両手ユニゾンにより華々しく終結する。